# Arso Jovanović
Arso Jovanović, (Zavala kod Podgorice, 24. ožujka 1907. — okolica Vršca, Vojvodina, 12. kolovoza 1948.), general-pukovnik i prvi načelnik Generalštaba Jugoslavenske narodne armije

## Životopis

### Podrijetlo i školovanje
General-pukovnik Arso Jovanović je rođen 24. ožujka 1907. godine u malom mjestu Zavala kod Podgorice, Crna Gora. Potječe iz vojničke obitelji, otac mu je do 1910. godine bio časnik vojske Kraljevine Srbije i služio je u Beogradu u artiljerijskoj jedinici na Topčideru. Jovanović je završio srednju školu u Nikšiću. 1924. upisao je Vojnu akademiju u Beogradu. U klasi je tada bio zajedno s Velimirom Terzićem i Petrom Ćetkovićem, kasnije proslavljenim zapovjednicima partizanskih jedinica. Kao najbolji u svojoj klasi vojnih pitomaca bio je predložen za nastavak školovanja u Francuskoj, gdje su tada bili slani vojni kadeti. Vojnu akademiju je završio s najvišim ocjenama 1928. godine, a zatim je upisao Višu školu vojne akademije koju je završio 1934. godine. Arso Jovanović je tada imao čin poručnika, te je nastavio vojno školovanje. Dopunski tečaj Više škole Vojne akademije završio je 1940. godine. Čin kapetana dobio je 18. siječnja 1938. godine, te se tada nalazio na generalštabnoj pripremi. U čin kapetana prve klase unaprijeđen je 20. prosinca 1938. godine. Po ocjeni vojnih stručnjaka i generala vojske Kraljevine Jugoslavije, Milana Nedića, zbog svojih sposobnosti kapetan Jovanović je prebačen kao zapovjednik čete u Školu rezervnih pješadijskih časnika.

### Travanjski rat 1941.
Jovanović je postavljen, pred sam početak Travanjskog rata 1941. godine, na dužnost zapovjednika školskog bataljuna u Pješadijskoj školi aktivnih poručnika. Napad Sila Osovine na Kraljevinu Jugoslaviju, zatekao je Jovanovića na mjestu zapovjednika "Đačkog bataljuna". Bio je podređen drugoj armijskoj grupi generala Dragoslava Miljkovića. Jovanović je dobio zadatak izvršavanja borbenih zadaća na pravcu Sarajevo-Travnik. Poslije sloma bojišnice kod Sarajeva 15. travnja 1941. i ulaska njemačke oklopne divizije u grad, Jovanović se vratio u svoje rodno mjesto, ne želeći se predati neprijatelju.

### Ustanak u Crnoj Gori 1941.
U Nikšiću je dočekao ustanak u Crnoj Gori, kada je sudjelovao kao zapovjednik jedne grupe u časničkoj uniformi vojske Kraljevine Jugoslavije. Jovanović je zapovijedao svojim snagama koje su napadale talijanske snage kod Crmnice, te su pod njegovom zapovjedništvo porazili talijanski bataljun. Jedinica kapetana Jovanovića je zarobila 2.000 Talijana i veliku količinu naoružanja. Ubrzo nakon te bitke, Jovanović se pridružio partizanima. U partizanskim jedinicama je nosio svoju kapetansku uniformu sve do povlačenja partizanskih snaga iz Crne Gore. Po prelasku u narodnooslobodilački pokret, zbog svog velikog ratnog iskustva, postavljen je na mjesto načelnika štaba Narodnooslobodilačkih gerilskih jedinica, odnosno Glavnog štaba NOV-a i PO-a Crne Gore. Do prosinca 1941. Jovanović se stalno nalazio u Glavnom štabu za Crnu Goru. U međuvremenu je talijanska vojska uspjela prebaciti jednan korpus od tri divizije, iz Albanije, da uguše ustanak partizana. Jovanović se našao pritisnut velikim snagama koje su čistile teritorij od partizanskih jedinica. Naredio je pokret prema Cetinju, gdje su partizanske jedinice uspjele opkoliti talijanskog guvernera. Nakon žestoke bitke Talijani su uspjeli deblokirati Cetinje. Jovanović je naredio napad na Kolašin i Šavnik, ali je neprijatelj imao mnogo jače snage i natjerao je većinu partizanskih jedinica na povlačenje.

### Pljevaljska bitka 1941.
Zbog slabih vojnih rezultata, u kasnim mjesecima 1941., Jovanović se suočavao s neraspoloženjem lokalnog stanovništva Crne Gore. Uočivši postojeću situaciju, naređuje odstupanje na čitavom frontu sve do dolaska partizanskih sandžačkih jedinica. 20. studenoga započeo je manevar postojećih snaga iz svih krajeva Crne Gore. Glavni pravci napada za pojedine jedinice su bili: Kolašin, Mojkovac, Mioče, Donja i Gornja Morača, Boan, Đurđevića Tara, Nikšić, Šavnik, Žabljak. Za ovu akciju je u Crnoj Gori bilo mobilizirano 3.500 boraca.
Jovanović je naredio zauzimanje Pljevlja, po svaku cijenu. Borba za Pljevlja je počela 1. prosinca upadom glavnine partizanskih snaga u sam grad. Jovanović se nalazio među svojim borcima. Taktika mu se sastajala od reda napada, povlačenja, napada. U zauzimanju Pljevlja sudjelovao je "Komski bataljun", te bataljuni "Bajo Pivljanin" i "Zetsko-lješanski". Grad je bio pred osvajanjem, međutim talijanski protunapad je bio silovit, pa je Jovanović naredio povlačenje. Neprijatelj je izbrojao 74 mrtvih, a partizanske jedinice 253 mrtva. Nakon neuspješne bitke za Pljevlja, kojom su se trebala povezati slobodni teritoriji na Sandžaku i Crnoj Gori, Jovanović je prebačen u Vrhovni štab NOVJ-a.

### Načelnik Vrhovnog štaba
Poslije neuspjeha u Pljevljima, Jovanović je vjerovao da će biti smijenjen, ali ga je 12. prosinca 1941. godine Josip Broz Tito imenovao načelnikom "Vrhovnog štaba NOV i POJ". Jovanović je bio drugi časnik bivše vojske Kraljevine Jugoslavije kojemu je uspjelo postati načelnikom vrhovnog štaba. Na toj poziciji je ostao sve do kraja rata. Kao načelnik štaba Jovanović je napisao iscrpan izvještaj o ustanku u Crnoj Gori i neuspjehu u osvajanju Pljevalja. U tom izvješću je spomenuo nedostatke partizanskih snaga i to prvenstveno: neizgrađivanje vojničke oformljenosti, nepoznavanje terena, loša vojnička pripremljenosti, loše poznavanje oružja i drugo. Jovanić se tijekom rata stalno kretao s Vrhovnim štabom po bojišnici, a bio je i predavač u Prvoj partizanskoj časničkoj školi u Drvaru 1944. godine. U ožujku 1945. Jovanović je imenovan za prvog načelnika Generalštaba Jugoslavenske armije.

### Poslijeratni period i pogibija
Nakon rata Jovanović se nalazi na funkciji načelnika Generalštaba Jugoslavenske narodne armije. Jovanović je simpatizirao Staljina i Sovjetski Savez. U lipnju 1948. godine Jovanović je prihvatio Rezoluciju Informbiroa, tj. javnu osudu vodstva FNR Jugoslavije. Nakon toga Jovanović je zajedno s pukovnikom Vladom Dapčevićem i generalom Brankom Petričevićem pokušao prebjeći u Rumunjsku. Pod izgovorom da idu u lov, navečer 11. kolovoza 1948. godine, sva trojica su pokušali prebjeći preko jugoslavensko-rumunjske granice. Jovanović je poginuo u okršaju s graničnom ophodnjom. General Petričević se vratio u Beograd gdje je pokušao događaj opravdati kao lovački izlet, ali je ubrzo uhićen.